# 78393 Діллон
78393 Діллон (78393 Dillon) — астероїд головного поясу, відкритий 8 серпня 2002 року.
Тіссеранів параметр щодо Юпітера — 3,387.